# 扎戈拉 (茲多爾布尼夫區)
50°29′35″N 26°8′24″E / 50.49306°N 26.14000°E
扎戈拉（烏克蘭語：Загора），是烏克蘭西北部的村莊，隸屬里夫內州的里夫內區。該村面積3.25平方公里，海拔高度223米，2001年人口94，人口密度每平方公里28.9人。